# سيرجيو كاستيجليون
سيرجيو كاستيجليون (بالإسبانية: Sergio Castiglione) هو مصور أرجنتيني، ولد في 1965.

## وصلات خارجية
- الموقع الرسمي